# Aspidiotus excisus
Aspidiotus excisus är en insektsart som beskrevs av Green 1896. Aspidiotus excisus ingår i släktet Aspidiotus och familjen pansarsköldlöss. Inga underarter finns listade i Catalogue of Life.